# Allium abbasii
Allium abbasii R.M.Fritsch – gatunek byliny należący do rodziny czosnkowatych (Allioideae Herbert). Występuje endemicznie w Iranie. Po raz pierwszy został opisany w 2008 roku. Potrafi wiązać z gleby potas, wapń oraz sód.